# Pterostylis irsoniana
Pterostylis irsoniana är en orkidéart som beskrevs av Edwin Daniel Hatch. Pterostylis irsoniana ingår i släktet Pterostylis och familjen orkidéer. Inga underarter finns listade i Catalogue of Life.